# Daniel Zamani
Daniel Zamani (* 21. Juni 1986 in Kaiserslautern) ist ein deutscher Kunsthistoriker und Kurator.

## Ausbildung und Beruflicher Werdegang

### Ausbildung
Mit dem Studienjahr 2008/2009 schloss er sein Studium History of Art & Architecture am Trinity College der University of Cambridge mit dem Abschluss B.A. (Hons) „First-class honours“ als beste BA-Arbeit ab.
Das Studienjahr 2009/2010 verbrachte Zamani an der École du Louvre in Paris und beendet es mit dem Diplôme de Muséologie und dem besten Gesamtabschluss „Mention très bien“ des Jahres.
Der Master of Philosophy folgte 2010 in History of Art & Architecture am Trinity College in Cambridge. Der Forschungsschwerpunkt war Moderne & zeitgenössische Kunst und der Abschluss „Good Pass/Merit“.
Die Promotion folgte 2016 in History of Art & Architecture am Trinity College in Cambridge. Der Titel der Doktorarbeit lautete In Search of the Holy Grail – Medieval Tropes and the “Occultation of Surrealism” in the Work of André Breton, ca. 1928–1957. Hierzu gab es ein Forschungsstipendium des Art and Humanities Research Council of Great Britain und des Trinity College.

### Beruflicher Werdegang
Nach dem Abschluss Master arbeitete Zamani von 2011 bis 2015 als Dozent für Kunstgeschichte und Kunsttheorie an der University of Cambridge.
Es folgte der Wechsel als Wissenschaftlicher Volontär von 2015 bis 2016 zum Städel Museum in Frankfurt am Main. Dort blieb er bis 2017 als Wissenschaftlicher Mitarbeiter. Unter seiner Beteiligung fanden folgende Ausstellungen statt:
- 2015 Monet und die Geburt des Impressionismus
- 2015/16 Dialog der Meisterwerke
- 2016/17 Geschlechterkampf. Franz von Stuck bis Frida Kahlo
- 2017 Johann David Passavant. Vom Künstler zum Kunstgelehrten
- 2017/18 Matisse – Bonnard. „Es lebe die Malerei!“[2]

Daniel Zamani wechselte 2018 an das Museum Barberini nach Potsdam. Dort arbeitet Zamani als Kurator und betreute folgende Ausstellungen:
- 2018/19 Farbe und Licht. Der Neoimpressionist Henri-Edmond Cross[3]
- 2020 Monet. Orte[4][5]
- 2020 Impressionismus. Die Sammlung Hasso Plattner[6]

Seit 2024 ist Zamani künstlerischer Direkter der Museum Frieder Burda in Baden-Baden.

## Veröffentlichungen

### Herausgeberschaften
- (Hrsg., mit Judith Noble und Merlin Cox); Visions of Enchantment: Occultism, Spirituality and Visual Culture. Select Papers from the University of Cambridge Conference, Fulgur Press 2019, ISBN 978-1-5272-2882-5
- (Hrsg., mit Tessel Bauduin und Victoria Ferentinou); Surrealism, Occultism and Politics: In Search of the Marvellous, London und New York, 2018, ISBN 978-1-138-05433-2
- (Hrsg.) Abraxas: International Journal of Esoteric Studies. Special Issue, no. 1 (“Charming Intentions: Occultism, Magic and the History of Art. Select Papers from the University of Cambridge Conference”), Fulgur Press 2013
- (Hrsg., mit Ortrun Westheider und Michael Philipp); Wolken und Licht. Impressionen in Holland. Prestel Verlag 2023, ISBN 978-3-7913-9104-5.

### Artikel in Zeitschriften, Anthologien und Ausstellungskatalogen (Auswahl)
- Sur le motif: Monet und die impressionistische Freilichtmalerei, in: Monet. Orte, Ausst.-Kat., Museum Barberini, Potsdam, 2020, S. 34–41.
- Das Glück malen? Zu den Landschaftsdarstellungen von Henri-Edmond Cross, in: Farbe und Licht. Der Neoimpressionist Henri-Edmond Cross, Ausst.-Kat., Museum Barberini, Potsdam 2018, S. 22–31.
- Melusina Triumphant: Matriarchy and the Politics of Anti-Fascist Mythmaking in André Breton’s Arcane 17 (1945), in: Surrealism, Occultism and Politics. In Search of the Marvellous, hrsg. Tessel Bauduin et al., London und New York, 2017, S. 95–117.
- Zwischen Tradition und Erneuerung. Henri Matisse und Pierre Bonnard im Spiegel der 1940er–Jahre. in Matisse – Bonnard. „Es lebe die Malerei!“, Ausst.-Kat., Städel Museum, Frankfurt am Main, 2017, S. 55–68
- Embodying the Androgyne: Psychoanalysis & Alchemical Desire in Max Ernst’s Men Shall Know Nothing of This (1923), in: Black Mirror, vol. 1: Embodiment, hrsg. Judith Noble et al., London, 2016, S. 176–194